# Nancy (James Bond)
Nancy  è un personaggio del film Agente 007 - Al servizio segreto di Sua Maestà del 1969, tratto dall'omonimo romanzo di Ian Fleming. È interpretato dall'attrice americana Catherine Schell. Si tratta del primo e unico film che vede George Lazenby nei panni di 007.

## Caratteristiche
Nancy è una paziente della clinica di Ernst Stavro Blofeld, numero uno della SPECTRE, situata al Piz Gloria, nelle Alpi svizzere. Fa parte di un gruppo di 12 belle e giovani ragazze, detto Angeli della morte, che vengono trattenute nel centro per curare la loro allergia ai polli. Il progetto tuttavia prevede che a queste ragazze sia compiuto il lavaggio del cervello in modo tale da servire i piani malefici del cattivo, che prevedono la distruzione della totalità degli allevamenti di polli in Inghilterra.
Così come Ruby Bartlett, la ragazza si innamora di Bond, introdottosi nella clinica sotto il falso nome di Sir Hilary Bray, e con lui trascorrerà una notte d'amore.